# Martin Crowe (Cricketspieler)
Martin David Crowe, MBE (* 22. September 1962 in Henderson, Neuseeland; † 3. März 2016 in Auckland, Neuseeland) war ein neuseeländischer Cricketspieler, Kommentator und Autor. Er war der Wisden Cricketer of the Year 1985 und galt in seiner Jugend als einer der besten Batsmen der Welt. Er war Rechtshänder und spielte von den frühen 1980er Jahren bis 1996 für die neuseeländische Cricket-Nationalmannschaft. In den Anfängen seiner Laufbahn war er ein Medium-Pace-Bowler. Er war in den frühen 1990er Jahren der Kapitän der Nationalmannschaft und brachte dabei viele Neuerungen wie Spin-Bowler als erste Bowler.

## Sportliche Laufbahn
Sein Vater Dave Crowe und seine Mutter spielten Cricket. Auch sein Bruder Jeff Crowe war für Neuseeland als Cricketcapitain eingesetzt. Er war ein Cousin des Schauspielers Russell Crowe.
Crowe spielte für vier nationale Cricketteams: das Auckland Cricket Team, das Central Districts Cricket Team, den Somerset County Cricket Club (England) und das Wellington Cricket Team. Er erreichte fast 20.000 Runs und 71 Ergebnisse von mindestens 100 Runs im First-Class Cricket. Sein Durchschnitt von 56.02 Runs ist einer der höchsten im First-Class Cricket.
Crowe spielte 77 Test Cricketspiele mit einem Durchschnitt von 45.65 als Batsman. Darunter waren 17 Ergebnisse über 100 und 18 über 50. Er spielte auch 143 One Day International Cricketspiele mit einem Durchschnitt von 38,55 mit vier Ergebnissen über 100 und 34 über 50. 1991 erzielte seine Partnerschaft mit Andrew Jones 467 Runs, ein Rekord im Test Cricket zu diesem Zeitpunkt. Crowe schied bei 299 Runs aus, dem besten Ergebnis für einen Neuseeländer im Test Cricket, bis Brendon McCullum 2014 300 Runs erreichte.
Er erzielte die meisten Runs im Cricket World Cup 1992.
In der New Year Honours List 1992 wurde Crowe zum Member of the Order of the British Empire für seine Verdienste im Cricket ernannt. Am 28. Februar 2015 wurde Crowe in die ICC Cricket Hall of Fame eingeführt.

## Zeit nach seiner aktiven Laufbahn
Nach dem Ende seiner aktiven Laufbahn entwickelte Crowe eine Cricket Max genannte Variante des Spiels. Er war als Fernsehkommentator und Analyst tätig. Er war im Vorstand des South Sydney Rabbitohs Rugby League Football Clubs. Er war der CEO der Royal Challengers Bangalore, einem Team in der Indian Premier League. Der Besitzer des Teams Vijay Mallya war mit den Leistungen der Mannschaft nicht zufrieden und soll Crowe und das weitere Management dafür verantwortlich gemacht haben.

## Rückkehr als Spieler
Am 19. Mai 2011 gab Crowe bekannt, dass er seine Fitness verbessern wolle, indem er dafür arbeite, wieder First Class Cricket zu spielen. Er gab an, dass ihm nur drei Spiele zur Marke von 250 Spielen und 392 zur Marke von 20.000 Runs fehlten.
Crowe spielte im Alter von 49 Jahren in einem Reserveteam desselben Clubs, für den auch sein Vater gespielt hatte.

## Leben
Von 1991 bis 1996 war Crowe in erster Ehe mit Simone Curtice verheiratet. Aus einer Beziehung zu Suzanne Taylor bekam er eine uneheliche Tochter. Seit 2009 war Crowe in zweiter Ehe mit Lorraine Downes, einer ehemaligen Miss Universe, verheiratet.

### Krankheit
Am 15. Oktober 2012 wurde bekannt, dass Crowe an einem Malignen Lymphom erkrankt ist. Am 5. Juni 2013 erklärte er, dass er vom Krebs geheilt sei, sich aber vom Cricket verabschieden werde.
2014 gab Crowe bekannt, dass die Erkrankung wieder ausgebrochen sei und seine Überlebenschancen für mehr als zwölf Monate weniger als 5 % betrügen. Er starb an den Folgen seiner Erkrankung in Auckland am 3. März 2016.